# Mora (Säter)
Mora è un'area urbana della Svezia situata nel comune di Säter, contea di Dalarna.
La popolazione rilevata nel censimento 2010 era di 817 abitanti .